# Косанчичєв вінок

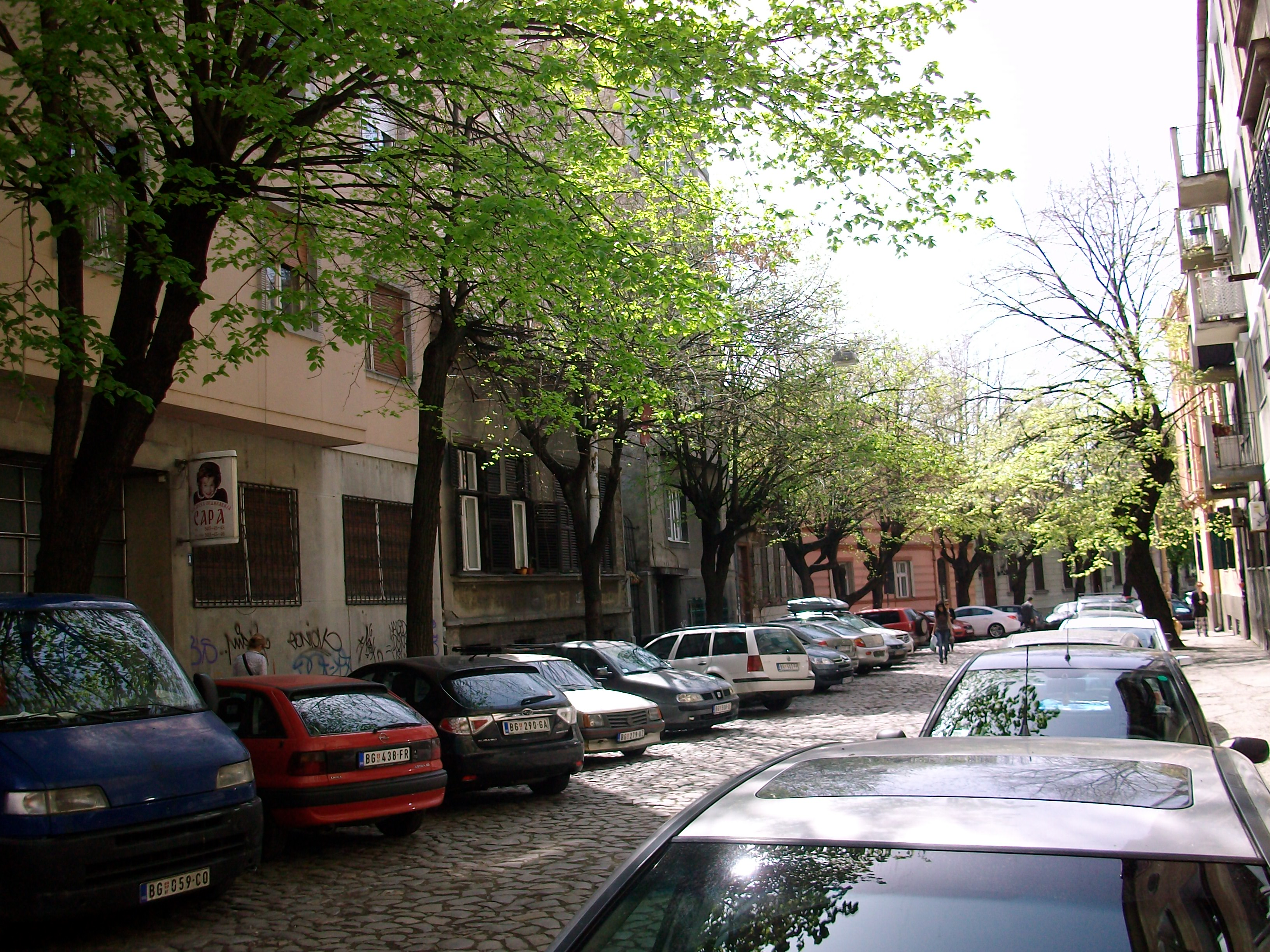
Косанчичєв вінок

44°49′03″ пн. ш. 20°27′05″ сх. д. / 44.817391° пн. ш. 20.451355° сх. д.
Косанчичєв вінок (серб. Косанчићєв венац) — старий район Белграда, столиці Сербії. Розташований в общині Старі-Град.

## Розташування
Тягнеться від фортеці Калемегдан до Бранкова моста.

## Історія і архітектура

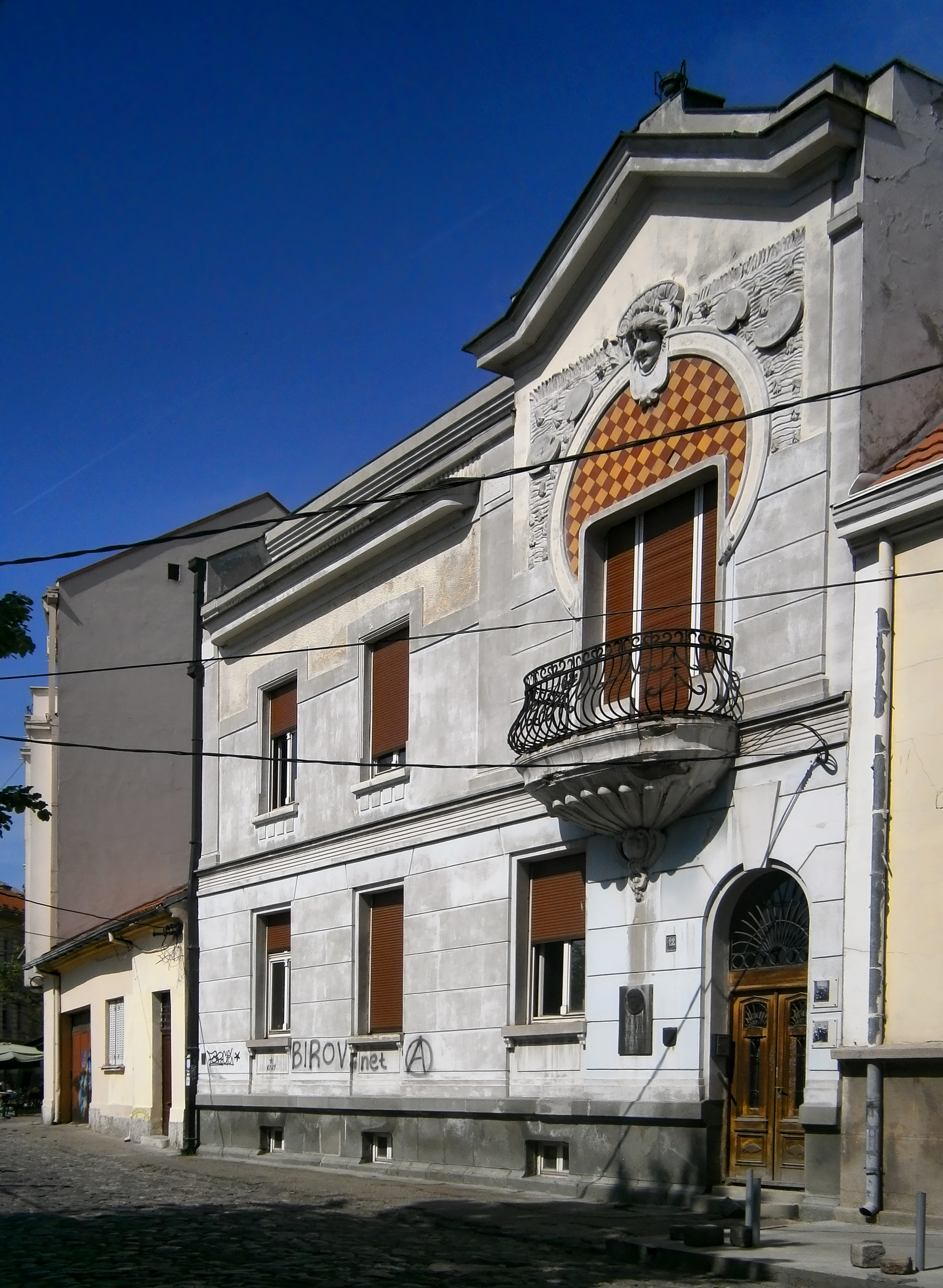
Будинок Міке Аласа

Історично район є першим компактним сербським поселенням на території Белграда. Він рясніє мощеними вулицями і старовинними сімейними будинками, що відносяться до типових балканських архітектурних стилів першої половини XVIII, XIX і XX віків. Тут розташовані такі пам'ятки як Палац княгині Любиці, кафе «?», а також Собор Святого Михайла і будівля Сербського патріархату.
З 1979 року район класифікується як частину об'єктів історичного і культурного значення Республіки Сербії і культурних цінностей міста Белграда. Серед перерахованих пам'ятників включають будинок № 22 Міке Аласа, побудований в 1910 році за проектом архітектора Петра Баяловича в стилі ар-нуво.

## Ресурси Інтернету
- Вікісховище має мультимедійні дані за темою: Косанчичєв вінок
- grad/kosancicev venac.html Просторо културно-историјска цілина од великог означаючиј Косанчићєв венац[недоступне посилання з квітня 2019]
- Споменици културе у Србијі [Архівовано 3 березня 2011 у Wayback Machine.]
- Приказ положаја београдског венца / шанца
- И време је стало на «Косанчићу» («Вечерње новости», 8. септембар 2013) [Архівовано 18 серпня 2017 у Wayback Machine.]
- Републички завод за заштиту споменика културе — Београд [Архівовано 6 лютого 2021 у Wayback Machine.]
- Републички завод за заштиту споменика културе-Београд/База непокретних културних добара
- Листа споменика [Архівовано 27 червня 2020 у Wayback Machine.]
- Косанчићев венац — тема броја, [Архівовано 5 серпня 2017 у Wayback Machine.] приступљено 15. октобра 2016.